# Corydoras urucu
Corydoras urucu es una especie de pez del género Corydoras, de la familia Callichthyidae del orden Siluriformes. Habita en las aguas dulces del norte de América del Sur.

## Morfología
Esta especie comparte el mismo patrón de coloración con Corydoras arcuatus, C. gracilis, y C. narciso, compuesto de un color claro de base y una raya oscura que corre desde el extremo de la base de la aleta caudal hasta el hocico a través de las placas dorsolaterales de la porción superior del cuerpo.  

## Distribución geográfica
Esta especie habita en el norte de Sudamérica, en la cuenca amazónica del noroeste de Brasil en el estado de Amazonas. Todos los ejemplares se capturaron a lo largo de tramos semilénticos del Igarapé de la Onça, un río de unos 15 m de ancho, con fondo de arena, arcilla y hojas, además de vegetación sumergida. Tiene una profundidad media de 1 m durante la estación seca, y 4 m en la temporada de lluvias. Este río pertenece a la cuenca del río Urucú, afluente de la margen derecha del río Solimões.

## Taxonomía
El ejemplar tipo (MPEG 14924) fue colectado por W. B. Wosiacki, L. F. A. Montag, y M. B. Mendonça el 19 de noviembre de 2006, en las coordenadas: 4º52’99.12’’S, 65º18’3.6’’W.
Esta especie fue descrita originalmente en el año 2009 por los ictiólogos Marcelo Ribeiro de Britto, Wolmar Benjamin Wosiacki, y Luciano Fogaҫa de Assis Montag.

### Etimología
La etimología de su denominación científica es la siguiente:
Corydoras viene del griego,donde kóry es 'yelmo', 'coraza', 'casco', y doras es 'piel'. Esto se justifica en la carencia de escamas y la presencia de escudos óseos a lo largo del cuerpo.
El nombre específico urucu por la cuenca del río Urucu, donde se colectó el tipo. La palabra viene del tupí (uru-ku) empleada para designar al color rojo, deriva del color del fruto de la urucuzeiro (Bixa orellana), árbol de la familia Bixaceae, nativo de América tropical. Se lo trata como un sustantivo.